# دوئو دوی مان
دوئو دوی مان (انگلیسی: Đỗ Duy Mạnh؛ زادهٔ ۲۹ سپتامبر ۱۹۹۶) بازیکن فوتبال اهل ویتنام است.
از باشگاه‌هایی که در آن بازی کرده‌است می‌توان به باشگاه فوتبال هانوی اشاره کرد.
وی همچنین در تیم‌های ملی فوتبال زیر ۲۳ سال ویتنام و ویتنام بازی کرده‌است.